# Jean-Jacques Lebel

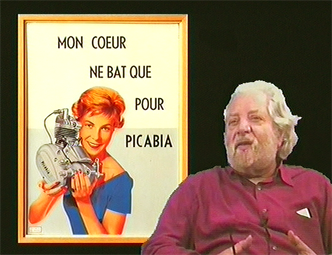
Jean-Jacques Lebel 2008

Jean-Jacques Lebel (* 1936 in Paris) ist ein französischer Künstler und Übersetzer.

## Leben
Lebel stammt aus einer Künstlerfamilie; sein Vater war Robert Lebel und seine Mutter die Malerin Nina Lebel. Zu Beginn des Westfeldzugs (Zweiter Weltkrieg), flüchtete die Familie 1940 in die USA und lebten bis Ende 1944 in New York.
Bereits 1955 konnte Lebel mit einer Ausstellung in der Galleria Numero in Florenz als Künstler erfolgreich debütieren. Einige seiner ersten Ausstellungen und Happenings, für die er heute noch bekannt ist, entstanden unter Mitarbeit von Arnaud Labelle-Rojoux.
Ab 1955 publizierte Lebel auch das Lyrik-Journal Front Unique und begann, die Schriften von Freunden und Kollegen, wie William S. Burroughs, Gregory Corso, Lawrence Ferlinghetti, Allen Ginsberg und Michael McClure, zu übersetzen.
1960 war Lebel maßgeblich an der Entstehung und Durchführung von L'enterrement de la chose, dem ersten Happening Europas, beteiligt; es fand in Venedig statt. Texte von Joris-Karl Huysmans und Marquis de Sade wurden mit Installationen u. a. von Jean Tinguely verbunden.
2001 berief das Musée des beaux-arts de Montréal Lebel zum Kurator für die Ausstellung Picasso Erotique. Mit sehr großem Erfolg war diese Ausstellung danach auch im Museu Picasso (Barcelona) und in der Galerie nationale du Jeu de Paume (Paris) zu sehen.
2009 war im La Maison Rouge, einem Museum für zeitgenössische Kunst im Marais (Paris), das Lebenswerk Lebels unter dem Titel Jean-Jacques Lebel, Soulèvements zu sehen.
Bis zum November 2014 zeigte das ZKM in Karlsruhe eine Retrospektive der Werke Lebels seit 1960.
Einige seiner Werke sind in der Dauerausstellung des Museum FLUXUS+ in Potsdam zu sehen.

## Auszeichnungen
- 2016: Ordre des Arts et des Lettres (Komtur)[2]

## Schriften (Auswahl)
- De quoi il s'agit. Paris 1998.
- Le happening Paris 1966.
- Ubi fluxus ibi motus. Mailand 1990.